# Ermanno di Hohenzollern-Hechingen
Ermanno Federico Ottone di Hohenzollern-Hechingen (Lockenhaus, 30 luglio 1751 – Hechingen, 2 novembre 1810) è stato principe di Hohenzollern-Hechingen dal 1798 fino alla sua morte.

## Biografia
Ermanno di Hohenzollern-Hechingen iniziò il proprio governo nell'aprile del 1798. Cresciuto in Belgio, dal momento che suo padre Francesco Saverio di Hohenzollern-Hechingen (1719-1765) venne inviato in quella regione al servizio dell'Imperatore. Quando sua madre, la contessa Anna Maria di Hoensbroech-Geulle (8 maggio 1729 - 26 settembre 1798), morì il principe Ermanno ereditò i suoi possedimenti nei Paesi Bassi e dalla morte della propria seconda moglie, la principessa di Gavre, marchesa di d'Aysseau, ereditò la considerevole somma di un milione di franchi.
La sua prima moglie, era stata la contessa Luisa di Merode, marchesa di Westerlo, ed era morta dopo pochi anni di matrimonio. Ermanno Federico Ottone giunse al proprio terzo matrimonio nel 1779, quando sposò la contessa Maria Antonia di Waldburg-Zeil-Wurzach.
Con il proprio patrimonio tentò di abbellire la città di Hechingen con palazzi e monumenti, oltre a migliorarne il sistema stradale, con il fine ultimo di esaltare la potenza e la ricchezza acquisita dalla propria casata, che tendeva ancora ad essere vista come una semplice subordinata della casata reale di Prussia.
Alla Prussia il principe Ermanno era legato sotto l'aspetto militare in quanto era stato nominato feldmaresciallo luogotenente e luogotenente generale.
Il principe Ermanno si preoccupava pedantemente di ogni minimo particolare dell'amministrazione dello Stato, seppure amasse molto il Castello di Friedrichsthal.
Massone, fu membro della loggia di Bruxelles "L'Heureuse rencontre".
Ermanno Federico Ottone morì il 2 novembre 1810.

## Discendenza
Il principe Ermanno si sposò tre volte nella sua vita. Il 18 novembre 1773 si sposò a Maastricht con Luise (1747-1774), figlia del conte Jean Guillaume de Merode, marchese di Westerloo (1722-1763). Con lei ebbe una figlia:
- Luisa Giuliana Costantina (1774-1846), sposò nel 1806 il barone Ludwig Heer dal castello (1776-1833)

In seconde nozze, sposò il 15 febbraio 1775 a Bruxelles, Maximiliane (1753-1778), figlia di François Joseph Rasse, II principe di Gavre. La coppia ebbe un figlio:
- Federico Ermanno (1776-1838), sposò nel 1800 la principessa Pauline Biron di Curlandia (1782-1845)

Il 26 luglio 1779 si sposò a Dagstuhl con Maria Antonia (1753-1814), figlia del conte Franz Ernst von Waldburg zu Zeil und Wurzach. La coppia ebbe i seguenti figli:
- Maria Antonia Filippina (1781-1831), sposò nel 1803 il conte Friedrich Ludwig von Waldburg-Capustigall (1776-1844)
- Teresa (nata e morta nel 1784)
- Teresa (1786-1810)
- Maria Massimiliana Antonia (1787-1865), sposò nel 1811 il conte Eberhard von Waldburg zu Zeil e Wurzach (1778-1814) e nel 1817 il conte Klemens Josef von Lodron-Laterano (1789-1861)
- Giuseppina (1790-1856), sposò nel 1811 il conte László Festetics di Tolna (1785-1846)

## Ascendenza
|                                             |                                        |                                                               | Genitori                                               |  |  | Nonni |  |  | Bisnonni                          |  |  | Trisnonni                                  |  |
|                                             |                                        |                                                               |                                                        |  |  |       |  |  | Filippo di Hohenzollern-Hechingen |  |  | Giovanni Giorgio di Hohenzollern-Hechingen |  |
|                                             |                                        |                                                               |                                                        |  |  |       |  |  | Filippo di Hohenzollern-Hechingen |  |  | Giovanni Giorgio di Hohenzollern-Hechingen |  |
|                                             |                                        | Francesca di Salm-Neufville                                   |                                                        |  |  |       |  |  | Filippo di Hohenzollern-Hechingen |  |  |                                            |  |
| Ermanno Federico di Hohenzollern-Hechingen  |                                        |                                                               |                                                        |  |  |       |  |  | Filippo di Hohenzollern-Hechingen |  |  |                                            |  |
|                                             |                                        | Maria Elisabetta di Berg ’s-Heerenberg                        | Enrico di Berg ’s-Heerenberg                           |  |  |       |  |  |                                   |  |  |                                            |  |
|                                             |                                        | Maria Elisabetta di Berg ’s-Heerenberg                        | Enrico di Berg ’s-Heerenberg                           |  |  |       |  |  |                                   |  |  |                                            |  |
|                                             |                                        | Maria Elisabetta di Berg ’s-Heerenberg                        | Erbin di Bergen op Zoom                                |  |  |       |  |  |                                   |  |  |                                            |  |
| Francesco Saverio di Hohenzollern-Hechingen |                                        | Maria Elisabetta di Berg ’s-Heerenberg                        |                                                        |  |  |       |  |  |                                   |  |  |                                            |  |
|                                             |                                        | Francesco Alberto di Oettingen-Spielberg                      | Giovanni Francesco di Oettingen-Spielberg              |  |  |       |  |  |                                   |  |  |                                            |  |
|                                             |                                        | Francesco Alberto di Oettingen-Spielberg                      | Giovanni Francesco di Oettingen-Spielberg              |  |  |       |  |  |                                   |  |  |                                            |  |
|                                             |                                        | Francesco Alberto di Oettingen-Spielberg                      | Ludovica Rosalia Attems                                |  |  |       |  |  |                                   |  |  |                                            |  |
| Giuseppa di Oettingen-Spielberg             |                                        | Francesco Alberto di Oettingen-Spielberg                      |                                                        |  |  |       |  |  |                                   |  |  |                                            |  |
|                                             |                                        | Johanna Margarethe von Schwendi zu Hohenlandsberg und Camberg | Franz Ignaz von Schwendi zu Hohenlandsberg und Camberg |  |  |       |  |  |                                   |  |  |                                            |  |
|                                             |                                        | Johanna Margarethe von Schwendi zu Hohenlandsberg und Camberg | Franz Ignaz von Schwendi zu Hohenlandsberg und Camberg |  |  |       |  |  |                                   |  |  |                                            |  |
|                                             |                                        | Johanna Margarethe von Schwendi zu Hohenlandsberg und Camberg | Maria Margarete Fugger zu Kirchberg und Weissenhorn    |  |  |       |  |  |                                   |  |  |                                            |  |
| Ermanno di Hohenzollern-Hechingen           |                                        | Johanna Margarethe von Schwendi zu Hohenlandsberg und Camberg |                                                        |  |  |       |  |  |                                   |  |  |                                            |  |
|                                             | Philipp Wilhelm Conrad von Hoensbroech | …                                                             |                                                        |  |  |       |  |  |                                   |  |  |                                            |  |
|                                             | Philipp Wilhelm Conrad von Hoensbroech | …                                                             |                                                        |  |  |       |  |  |                                   |  |  |                                            |  |
|                                             | Philipp Wilhelm Conrad von Hoensbroech | …                                                             |                                                        |  |  |       |  |  |                                   |  |  |                                            |  |
| Hermann Otto von Hoensbroech                | Philipp Wilhelm Conrad von Hoensbroech |                                                               |                                                        |  |  |       |  |  |                                   |  |  |                                            |  |
|                                             |                                        | Anne Bernardina di Limburg-Stirum                             | Maurizio di Limburg-Stirum                             |  |  |       |  |  |                                   |  |  |                                            |  |
|                                             |                                        | Anne Bernardina di Limburg-Stirum                             | Maurizio di Limburg-Stirum                             |  |  |       |  |  |                                   |  |  |                                            |  |
|                                             |                                        | Anne Bernardina di Limburg-Stirum                             | Maria Bernardina di Limburg-Stirum                     |  |  |       |  |  |                                   |  |  |                                            |  |
| Anna von Hoensbroech                        |                                        | Anne Bernardina di Limburg-Stirum                             |                                                        |  |  |       |  |  |                                   |  |  |                                            |  |
|                                             |                                        | Johann Henirich van Tzevel                                    | Johann Adam van Tzevel                                 |  |  |       |  |  |                                   |  |  |                                            |  |
|                                             |                                        | Johann Henirich van Tzevel                                    | Johann Adam van Tzevel                                 |  |  |       |  |  |                                   |  |  |                                            |  |
|                                             |                                        | Johann Henirich van Tzevel                                    | Theresia Kinsky von Wchinitz und Tettau                |  |  |       |  |  |                                   |  |  |                                            |  |
| Anna Marie Juliana Félicité van Tzevel      |                                        | Johann Henirich van Tzevel                                    |                                                        |  |  |       |  |  |                                   |  |  |                                            |  |
|                                             |                                        | Anna Marie von Knabenau                                       | Friedrich von Knabenau                                 |  |  |       |  |  |                                   |  |  |                                            |  |
|                                             |                                        | Anna Marie von Knabenau                                       | Friedrich von Knabenau                                 |  |  |       |  |  |                                   |  |  |                                            |  |
|                                             |                                        | Anna Marie von Knabenau                                       | Margaretha Elizabeth von Wrangell                      |  |  |       |  |  |                                   |  |  |                                            |  |
|                                             |                                        | Anna Marie von Knabenau                                       |                                                        |  |  |       |  |  |                                   |  |  |                                            |  |